# Vitex negundo
Pour les articles homonymes, voir troène de Chine.
Espèce
Classification APG III (2009)
Vitex negundo est une espèce de plantes à fleurs de la famille des Verbenaceae selon la classification classique, ou de celle des Lamiaceae selon la classification phylogénétique. C'est un arbuste originaire des régions tropicales de Est et du Sud de l'Afrique et d'Asie. Il a été introduit et naturalisé ailleurs. Appelé aussi muguet bleu ou Troène de Chine, il ne faut pas la confondre avec d'autres espèces du même nom. L'arbuste ressemble au gattilier, Vitex agnus-castus, avec qui il a pu être confondu aussi.